# NGC 6207
NGC 6207 је спирална галаксија у сазвежђу Херкул која се налази на NGC листи објеката дубоког неба.
Деклинација објекта је + 36° 49' 55" а ректасцензија 16h 43m 3,7s. Привидна величина (магнитуда) објекта NGC 6207 износи 11,4 а фотографска магнитуда 12,1. Налази се на удаљености од 21,225 милиона парсека од Сунца. NGC 6207 је још познат и под ознакама UGC 10521, MCG 6-37-7, CGCG 197-7, IRAS 16412+3655, KARA 766, KUG 1641+369, PGC 58827.